# Ecocide
Ecocide is de opzettelijke grootschalige beschadiging, de vernietiging of het verlies van ecosystemen. Gewoonlijk wordt het begrip gebruikt in de context van oorlog of conflict, maar door de milieubeweging ook wel activistisch.
Anders dan genocide is ecocide nog niet door de Verenigde Naties erkend als misdaad. Wel is er een beweging om het op velerlei niveaus als misdrijf erkend te krijgen.

## Definitie
Ecocide kan worden omschreven als "de grootschalige beschadiging, de vernietiging of het verlies van ecosystemen – ernstige schade aan de natuur die wijdverspreid of langdurig is."

## Historie
Het begrip "ecocide" is voor het eerst gelanceerd in 1970, naar aanleiding van de uitwerking van Agent Orange (dat door de Verenigde Staten gebruikt werd in de Vietnamoorlog).
In de ontwerpartikelen voor misdrijven tegen de vrede en de veiligheid van de mensheid (Draft code of crimes against the peace and security of mankind) was ecocide opgenomen, maar daar is het in 1996 uit geschrapt (na bezwaren van enkele landen, onder andere Nederland). Ook in de ontwerptekst uit 1994 voor het Statuut van Rome inzake het Internationaal Strafhof was ecocide niet opgenomen. In het (ontwerp-)Statuut werd wel als oorlogsmisdrijf opgenomen het opzettelijk inzetten van een aanval in de wetenschap dat deze langdurige en ernstige schade aan het milieu zal aanrichten, die duidelijk buitensporig is in verhouding tot het te verwachten militaire voordeel (Art. 8.2.b.iv). Daar zou het gebruik van Agent Orange als oorlogswapen wel onder vallen, maar niet de meeste gevallen van vernietiging van ecosystemen, die immers in vredestijd gebeuren, voor economisch gewin.
De beweging om ecocide erkend te krijgen als misdrijf kreeg een belangrijke impuls door Polly Higgins, die het boek Eradicating Ecocide (2010) schreef en campagne begon te voeren. Zij definieerde ecocide als "The extensive damage to, destruction of or loss of ecosystems of a given territory, whether by human agency or by any other causes, to such an extent that peaceful enjoyment by the inhabitants of that territory has been severely diminished".
In juli 2020 kreeg de Stop Ecocide Foundation een bedrag van 100.000 euro van Greta Thunberg, een deel van de Gulbenkian-prijs van één miljoen die zij ontving.
In januari 2021 stemde het Europarlement voor een resolutie die de EU en EU-leden opriep om ecocide te doen opnemen in het Statuut van Rome als internationaal misdrijf.
In september 2024 werd door Vanuatu, Fiji en Samoa een formeel voorstel ingediend bij het Internationaal Strafhof om ecocide op te nemen in het Statuut van Rome.

## Voorstel internationale experts
Op een door Stop Ecocide Foundation georganiseerd internationaal forum van juridische experts werd in juni 2021 een voorstel geformuleerd voor een toevoeging aan het Statuut van Rome.
Het panel stelde de volgende tekst voor:
Article 8 ter
Ecocide
1. For the purpose of this Statute, “ecocide” means unlawful or wanton acts committed with knowledge that there is a substantial likelihood of severe and either widespread or long-term damage to the environment being caused by those acts.
2. For the purpose of paragraph 1:
a. “Wanton” means with reckless disregard for damage which would be clearly excessive in relation to the social and economic benefits anticipated;
b. “Severe” means damage which involves very serious adverse changes, disruption or harm to any element of the environment, including grave impacts on human life or natural, cultural or economic resources;
c. “Widespread” means damage which extends beyond a limited geographic area, crosses state boundaries, or is suffered by an entire ecosystem or species or a large number of human beings;
d. “Long-term” means damage which is irreversible or which cannot be redressed through natural recovery within a reasonable period of time;
e. “Environment” means the earth, its biosphere, cryosphere, lithosphere, hydrosphere and atmosphere, as well as outer space.
Dit kan naar het Nederlands vertaald worden als
"het verrichten van onrechtmatige of moedwillige handelingen met de wetenschap dat er een aanzienlijke kans bestaat dat ernstige alsmede omvangrijke dan wel langdurige schade aan het milieu wordt toegebracht door deze handelingen."
waarbij "moedwillig" gebruikt wordt in de zin van "willekeurig", niet in de zin van "opzettelijk".

## Nationale wetgeving
In december 2020 werd in de Tweede Kamer een initiatiefnota ingediend door Kamerlid Van Raan (Partij voor de Dieren) over het strafbaar stellen van ecocide.
In het vernieuwd Belgisch strafwetboek van 2024 werd ecocide voor het eerst opgenomen, als misdrijf van niveau 6, met celstraffen van 15 tot 20 jaar.

## Andere ontwikkelingen
In september 2024 verbrak de internationale organisatie (SEI) de banden met de Nederlandse organisatie (SENL), vanwege een verschil in inzicht over de te gebruiken middelen: de Nederlandse organisatie werd te activistisch gevonden. De internationale organisatie (SEI) hield op met naar de Nederlandse organisatie (SENL) te verwijzen en breidde de eigen website uit met Nederlandstalige pagina's.